# 森川俊用
森川 俊用（もりかわ としもち、天保2年（1831年） -　安政2年（1855年））は、下総生実藩の嫡子。第9代藩主・森川俊民の長男として生まれる。正室は水野忠央の娘。
嘉永3年（1850年）5月15日、将軍徳川家慶に拝謁する。同年12月16日、従五位下兵部大輔に叙任する。生実藩嫡子だったが、家督を相続することなく安政2年（1855年）に早世。代わって、弟の森川俊位が嫡子となった。